# 裁判事務心得
裁判事務心得（さいばんじむこころえ、明治8年6月8日太政官布告第103号）は、裁判の際の法源の適用原則などに関する太政官布告である。
同布告は、近代的な法典が未整備であった当時の日本の状況において、同年の大審院設置を受けて制定されたものであり、明治初期の司法制度において重要な意義を有する。1875年（明治8年）6月8日に公布された。

## 内容
布告は5か条から構成されている。

## 現在における布告の効力
この布告は、正式には廃止の措置が採られていない。しかし、制定後に実体法・手続法ともに法典の整備が進んだこともあり、現在でも効力を有するか（「後法は前法を廃する」の原則が妥当する事態が生じたかなど）、効力を有するとしてどの条項が有効であるかにつき、争いがある。
例えば、明治20年に出版された法令全書（明治8年版）に掲載された裁判事務心得の頭注部分には、治罪法（明治13年太政官布告第37号、刑事訴訟法に相当）により刑事に関する事項について効力が消滅した旨の記載があり、明治24年に発行された法令全書（明治17年版）の巻末の法令改廃表には、裁判所構成法（明治23年法律第6号、裁判所法に相当）と旧民事訴訟法（明治23年法律第29号）により効力が消滅した旨の記載がある。つまり、明治時代のうちに効力が消滅したものとして扱われている。
これに対し、法務大臣官房司法法制調査部編集の『現行日本法規』には、3条から5条までが現行法令として掲載されており、e-Gov法令検索も同様の扱いをしている。国立国会図書館の「日本法令索引」は、「効力：有効」とするが、同じ「日本法令索引〔明治前期篇〕」は、前記法令全書の記載を引き継ぎ、前記裁判所構成法および旧民事訴訟法により「消滅」したとする。

## 法源としての条理
この布告が現在でも効力を有する部分があるという見解に立脚した場合に、現在でも解釈上問題となるのは、第3条が民事の裁判について法律や習慣がない場合に条理が法源となるかのような表現を採っていることである。
条理とは、一般的な用法としては物事の筋道のことであるが、この布告が制定された頃は、条理の具体的な内容として、自然法の法理とする立場とヨーロッパ法とする立場があった。もっとも、第3条はボアソナードの示唆を受けて成立したと指摘されており、立案者としては自然法を実定法化した法典としてのフランス民法を主に想定していたとされている。しかし、明治初期において、地方に在住する裁判官がヨーロッパ法（特にフランス法）をどこまで理解していたかについては疑問が残り、現実には日本のそれまでの伝統的な考え方を条理に紛れ込ませて裁判していたこともあったのではないかとも指摘されている。
この布告の制定後に法典の整備が進んだこともあり、法律が存在しないがゆえに条理を根拠にしなければ裁判ができないという事態は著しく減少した。しかし、全く消滅したわけではなく、万が一法令も慣習法もない場合であっても、それを理由として裁判を拒むこともできないので、その場合には条理に従わざるを得ない場合もある。ただ、この場合でも条理が法源と言えるかについては、「法源」という言葉の意味に帰着する問題であるとする指摘もあり、条理それ自体は法源としての一般的な規準にはなりえず、法の欠缺がある場合の法解釈の一般原理の問題に解消されるとする立場もある。
なお、スイス民法には、法律も慣習法もない場合は、仮に自分が立法者であれば定めたであろう準則に従って裁判すべきとする条文がある（第1条）。

## 判例法の否定
第4条は、裁判官の裁判について判例法としての効力を否定した内容である。
この点に関しては、裁判事務心得が制定された頃の司法制度は、中央の各官庁が国家権限を分掌し、その中で大審院も他の中央官庁と同列であり他の官庁に対して優位性を持たないという事情が介在していたため、判例法としての効力を否定せざるを得なかったとの指摘がある。
なお、日本法では、英米法と異なり判例は法源にはならないと言及されることが多いが、その際に裁判事務心得4条に言及されることはほとんどない。